# Eleutherodactylinae
Sous-famille
Les Eleutherodactylinae sont une sous-famille d'amphibiens de la famille des Eleutherodactylidae.

## Répartition
Les espèces des deux genres de cette sous-famille se rencontrent dans le sud de l'Amérique du Nord, en Amérique centrale et aux Antilles.

## Liste des genres
Selon Amphibian Species of the World (2 décembre 2013) :
- Diasporus Hedges, Duellman & Heinicke, 2008
- Eleutherodactylus Duméril & Bibron, 1841

## Publication originale
- Lutz , 1954 : The Frogs of the Federal District of Brazil. Memórias do Instituto Oswaldo Cruz, vol. 52, no 1, p. 207-226 (texte intégral).